# Manuscriptologia
Manuscriptologia é outra palavra para paleografia e codicologia, ou seja, o estudo da história e da literatura por meio do uso de documentos escritos à mão, mas em uso principalmente entre estudiosos da história cultural do Sul da Ásia, porque muitos manuscritos do Sul da Ásia não são códices no sentido estrito da palavra. Manuscriptologia na Índia é o estudo científico e estrutural de um documento escrito à mão com uma boa antiguidade. Eles são fontes de herança cultural e história. A maioria das antigas tradições e conhecimentos chegaram às pessoas na forma de manuscritos. Escritos em diferentes línguas indianas, estão espalhados por todo o país em diferentes instituições, bibliotecas, mosteiros e templos e em várias coleções particulares.
Existem exceções. O formato do códice é usado para manuscritos na Caxemira, por exemplo, onde o conceito do livro manuscrito foi influenciado por modelos europeus transmitidos pela cultura islâmica.